# San Bartolo Tutotepec
San Bartolo Tutotepec är en kommunhuvudort i Mexiko.   Den ligger i kommunen San Bartolo Tutotepec och delstaten Hidalgo, i den sydöstra delen av landet, 140 km nordost om huvudstaden Mexico City. San Bartolo Tutotepec ligger 986 meter över havet och antalet invånare är 17 837.
Terrängen runt San Bartolo Tutotepec är varierad. San Bartolo Tutotepec ligger nere i en dal. Runt San Bartolo Tutotepec är det ganska tätbefolkat, med 149 invånare per kvadratkilometer. Närmaste större samhälle är Huehuetla, 14,7 km nordost om San Bartolo Tutotepec. Omgivningarna runt San Bartolo Tutotepec är en mosaik av jordbruksmark och naturlig växtlighet.